# Туфо (Латина)
Туфо је насеље у Италији у округу Латина, региону Лацио.
Према процени из 2011. у насељу је живело 932 становника. Насеље се налази на надморској висини од 137 м.